# Celica (canton)
Celica est un canton d'Équateur situé dans la province de Loja.